# Vsevolod Rauzer
Vsevolod Alfredovitsj Rauzer of Raoezer (Russisch: Всеволод Альфредович Раузер) (16 oktober 1908 - Leningrad, 29 december 1941) was een Russische-Oekraïense schaker. Hij is zes keer schaakkampioen van de Sovjet-Unie geweest en hij heeft een groot aantal openingen geanalyseerd, vooral het Siciliaans had zijn voorkeur. Het hoogtepunt van zijn spel lag in de dertiger jaren van de 20e eeuw. Zijn hoogste rating zou 2627 zijn geweest.

## Varianten
De Richter-Rauzervariant is een variant in het Siciliaans die is vernoemd naar Rauzer en Kurt Richter. De Tsjigorinvariant in de Spaanse opening, waarbij wit de pion op e5 of c5 ruilt en vervolgens zijn damepaard naar d5 omspeelt staat ook bekend als de Rauzeraanval.